# Jaime Lazcano
Jaime Lazcano Escolá (ur. 30 grudnia 1909 w Pampelunie, zm. 1 czerwca 1983 w Madrycie) – hiszpański piłkarz z lat 20. i 30. XX wieku, kiedy to był zawodnikiem najpierw Realu Madryt, z którym zdobył dwa mistrzostwa Hiszpanii (stał się też zdobywcą pierwszego gola w historii ligi hiszpańskiej) i jeden Puchar Hiszpanii, a następnie Atlético Madryt. Pięciokrotny reprezentant Hiszpanii.